# Justizvollzugsanstalt Nordenham
Die Justizvollzugsanstalt Nordenham (JVA, früher Schließerei), Bahnhofstraße 58, im niedersächsischen Nordenham im Landkreis Wesermarsch stammt vom Anfang des 20. Jahrhunderts.
Das Gebäude steht unter Denkmalschutz (siehe auch Liste der Baudenkmale in Nordenham).

## Geschichte
Das ein- und zweigeschossige verklinkerte T-förmige Gebäude mit Krüppelwalmdach wurde 1912 als Schließerei gebaut. An den hinteren zweigeschossigen Flügel mit beidseitigen begrünten Hofanlagen folgt nördlich eine Rasenfläche für Fußball, Volleyball oder Badminton und dann folgen die Mauern des später so benannten Gerichtsgefängnisses. 1993 bis 1999 wurde das Gebäude umfassend modernisiert; neue Sanitäranlagen entstanden für jede Wohngruppe mit Einzelzimmern. Aus Gründen des Denkmalschutzes verblieben die eisernen Gitter vor den Fenstern.
Die Abteilung Nordenham der JVA Oldenburg steht beim Gelände des Amtsgerichts Nordenham. Die Sicherung, Betreuung und Beratung der Gefangenen – zum Teil im offenen Vollzug – erfolgt durch zehn Vollzugsdienstbeamte sowie durch den Abteilungsleiter und einen Sozialarbeiter (Stand 2023). Bis zu 40 Arbeitsplätze für Tätigkeiten der Inhaftierten in Unternehmerbetrieben stehen innerhalb des Vollzuges zur Verfügung. Externe Bildungsträger begleiten Gefangene bei den Projekten zur beruflichen Resozialisierung.